# Concepción de La Vega
Concepción de La Vega, znane również jako La Vega – miasto w środkowej Dominikanie, ośrodek administracyjny prowincji La Vega. Liczy ponad 100 tysięcy mieszkańców. 
Jednym z zabytków miasta jest sanktuarium Matki Bożej Miłosierdzia (Santuario de Nuestra Señora de las Mercedes), zwane też Santo Cerro, zbudowane w miejscu bitwy, podczas której Matka Boża miała objawić się Kolumbowi.

## Miasta partnerskie
- East London
- Port Augusta
- Magnitogorsk